# Антеворта
Антево́рта (лат. Antevorta) — в римской мифологии камена, одна из двух спутниц (по другой версии — сестёр) и помощниц богини-родовспомогательницы Карменты. Считалось, что Антеворта способна видеть как прошлое, так и будущее.

## Мифология
Антеворта была римской богиней будущего, также известной как Поррима (Porrima) или Прорса (Prorsa). Она и её сестра Постворта (по другой версии — Постверта) руководили прошлыми и будущими событиями. Считалось, что они способны умилостивить Провидение и повлиять на то, чтобы будущее было благоприятным. По словам Овидия, сестёр звали Поррима и Постверта, однако Гай Юлий Гигин называет их Антеворта и Постворта: эти имена точнее указывают на их качества, близкие к тем, что характеризуют Па́рок — божеств, имевших власть над судьбой людей. Что касается Антеворты, то, как указано в латинском префиксе Ante, имя это выражает способность заранее видеть, что произойдёт с жизнью человека. Другое её имя, Поррима, происходит от латинского наречия porro, что значит вперёд, дальше.
Антеворта и Постворта имели два алтаря в Риме и были призваны помогать беременным женщинам, защищать их от опасностей во время ро́дов. Эти богини описывались как спутницы (или сёстры) и помощницы Карменты, богини, отвечавшей за благополучный исход женских ро́дов. Считалось, что Антеворта способна влиять на беременную, если ребёнок находится в естественном положении, а Постворта помогает женщине, если будущий новорожденный расположен тазом вперёд. Постворта успокаивала боли во время ро́дов, в то время как Антеворта восстанавливала здоровье до рождения ребёнка. По мнению немецкого антиковеда Георга Виссовы, Антеворту вызывали отдельно до и после родов, чтобы попросить безопасный переход к жизни. Согласно поверью, она присутствовала при родах, если ребёнок выходил головой вперёд, в то время как её сестра Постворта — когда ребёнок выходил вперёд тазом.
Иногда Антеворту и Постворту называли Карментами — по имени богини Карменты, у которой они служили. Возможно, изначально они были связаны с Карментой воедино, являясь двумя сторонами её личности, благодаря чему Кармента знала о прошлом и будущем, или же, объединившись, сами олицетворяли её с двух сторон, наподобие двуликого Януса.

## В астрономии
Поррима и Антеворта — альтернативные названия звезды Гамма Девы (γ в созвездии Девы).